# Cypripedium henryi
Cypripedium henryi é uma espécie de orquídea terrestre, família Orchidaceae, que habita a China central.